# 汉尼葛夫
汉尼葛夫（Hendrik "Hank" Hanegraaff，1950年—）也被称为 Bible Answer Man 是美国作家、电台清谈节目主持人和基督教福音派的倡导者。他是基督教反邪教运动的发言人，批评各种非基督教的宗教、新宗教运动和异端。 
汉尼葛夫出生于荷兰，自幼居住美国。他有12名子女。
1980年代，在成为基督教反邪教运动领袖之前，汉尼葛夫与佛罗里达州勞德代爾堡珊瑚脊长老会（Coral Ridge Presbyterian Church）的甘雅各（James Kennedy）牧师关系密切。 
1980年代后期，汉尼葛夫加入了沃尔特·马丁（Walter Martin，1928－1989）于1960年创建的保守基督教反邪教和护教机构基督教研究所（Christian Research Institute，CRI）。1989年6月马丁因心衰竭去世后，汉尼葛夫担任基督教研究所所长。
2017年的棕枝主日，漢尼葛夫受洗成為希臘正教的信徒。